# Joseph Jackson (sportiv)
Joseph Jackson (n. 23 septembrie 1880, Saint Louis, Missouri, SUA – d. 30 decembrie 1960) a fost un trăgător de tir ce a reprezentat Statele Unite ale Americii, medaliat olimpic. A participat la o ediție a Jocurilor Olimpice (1920) în care a câștigat 3 medalii de aur.